# Leonid Krasin
Leonid Borisovitj Krasin (ryska: Леонид Борисович Красин), född 15 juni (enligt g.s.) 1870 i Kurgan i guvernementet Tobolsk, död 24 november 1926 i London, var en rysk (sovjetisk) handelsdiplomat och kommunistisk politiker.
Krasin föddes i Kurgan, där fadern, Boris Ivanovitj (1846–1901), var polischef. Hans yngste bror, Boris Borisovitj (1884–1936), var kompositör och aktiv in om Proletkult. Han studerade vid teknologiska institutet i Sankt Petersburg, men relegerades på grund av sina förbindelser med revolutionärer och arresterades 1907 som delaktig i en sammansvärjning, men lyckades undkomma och vistades några år i Berlin som ingenjör vid Siemens-Schuckert-verken. 
Efter att ha benådats återvände Krasin till Sankt Petersburg 1910 och blev chef för det ryska bolaget Siemens-Schuckert, ett dotterbolag till det tyska. Han inträdde 1918 i sovjetregeringens tjänst, deltog i fredsunderhandlingarna i Brest-Litovsk, var en tid förplägnadskommissarie för Röda armén och därefter folkkommissarie för handel och industri. 
I mars 1920 sändes Krasin i spetsen för en delegation utomlands för att öppna handelsförbindelser med västeuropeiska länder. Ryssland behövde, framhöll han i en mängd intervjuer, kläder, skodon, alla slag av industriprodukter och maskiner, särskilt lokomotiv, och kunde betala med spannmål och guld. Över Stockholm och Köpenhamn fortsatte han till London, där han i maj – juni förhandlade med premiärminister David Lloyd George, dock utan att uppnå positiva resultat. 
Efter nya förhandlingar i London lyckades Krasin den 16 mars 1921 få till stånd ett handelsavtal, dock utan brittiskt erkännande av sovjetregeringen. Han var sedermera en av Rysslands delegerade på Genuakonferensen i april – maj 1922. Han avlägsnades i juli 1923 från sin post som chef för ryska handelsdelegationen i London och blev därefter ordförande i högsta ekonomiska rådet i Moskva. 1924-26 var han sovjetiskt sändebud i Paris, därefter åter 1926 en tid sändebud i London.
Efter hans död 1926 blev, bland annat, två isbrytare uppkallade efter honom, Krasin som räddade den överlevande besättningen på luftskeppet Italia i Nobileexpeditionen 1928, samt Krasin med deplacement 20 240 ton som döptes 28 april 1976 vid Wärtsiläs Helsingforsvarv.